# 近藤昭雄
近藤 昭雄 （こんどう あきお、9月10日 - ） は、日本の作曲家、編曲家。愛知県名古屋市出身。

## 作品

### アーティスト
秋山莉奈
- お願いダーリン（編曲）

NMB48
- 青いレモンの季節（作曲）

海川ひとみ
- 学園天国（編曲）

V6
- A・SA・YA・KE（作曲・編曲）

### アニメ
- ロックマンエクゼ　OPテーマ「ロックマンのテーマ～ 風を突き抜けて」編曲
- 涼宮ハルヒの憂鬱　キャラクターソング編曲
- らき☆すた　キャラクターソング編曲
- School Days　EDテーマ編曲
- キャプテン翼　EDテーマ・キャラクターソング編曲
- ながされて藍蘭島　EDテーマ編曲

### 特撮
- 仮面ライダー龍騎　イメージソング編曲
- 仮面ライダー555　EDテーマ編曲
- 仮面ライダー剣　OP・EDテーマ編曲